# Амбар са котобањом у Голубинцима, Шимановачки шор 21
Амбар са котобањом у Голубинцима јесте грађевина и непокретно добро као споменик културе Републике Србије. Налази се у селу Голубинци. Саграђен је у 1921-1922. За споменик културе проглашена је 1974 и уписан у регистар 1993. Налази се у приватном власништву.

## Опште информације
Годину настанка се односи на  време коначног уобличења котобање као заједничке зграде, на шта указује година градње 1888. уз име мајстора урезано на забатне греде. Зграду су зидали мајстори Трапајевићи, познатији као Дешићи, из Голубанаца.
Чеона страна на уличној регулацији обрадом забата у стилу сеоског барока, окапницом, са два прозора и другом фасадном декорацијом опонаша кућу, што указује на истовременост њиховог настанка. Складиштени део грађен је дрветом: амбар од водоравно ужлебљених дасака у дрвене стубове, док су за потребе изградње котобање употребљене косо закованих летвица. Тремови са испустима у виду балкона, преко којих се дрвеним степеништем остварује веза са приземљем, украшени су профилисаним летвама. На основу детаља и укупне зидне површине амбар са котобањом указује на завршну фазу обједињавања пратећих зграда, прво привредне, а потом стамбено привредне намене, илуструјући грађењем у низу и рационално коришћење ограниченог простора дворишта карактеристичног за ушорена сремачка насеља.